# 東浦町運行バス

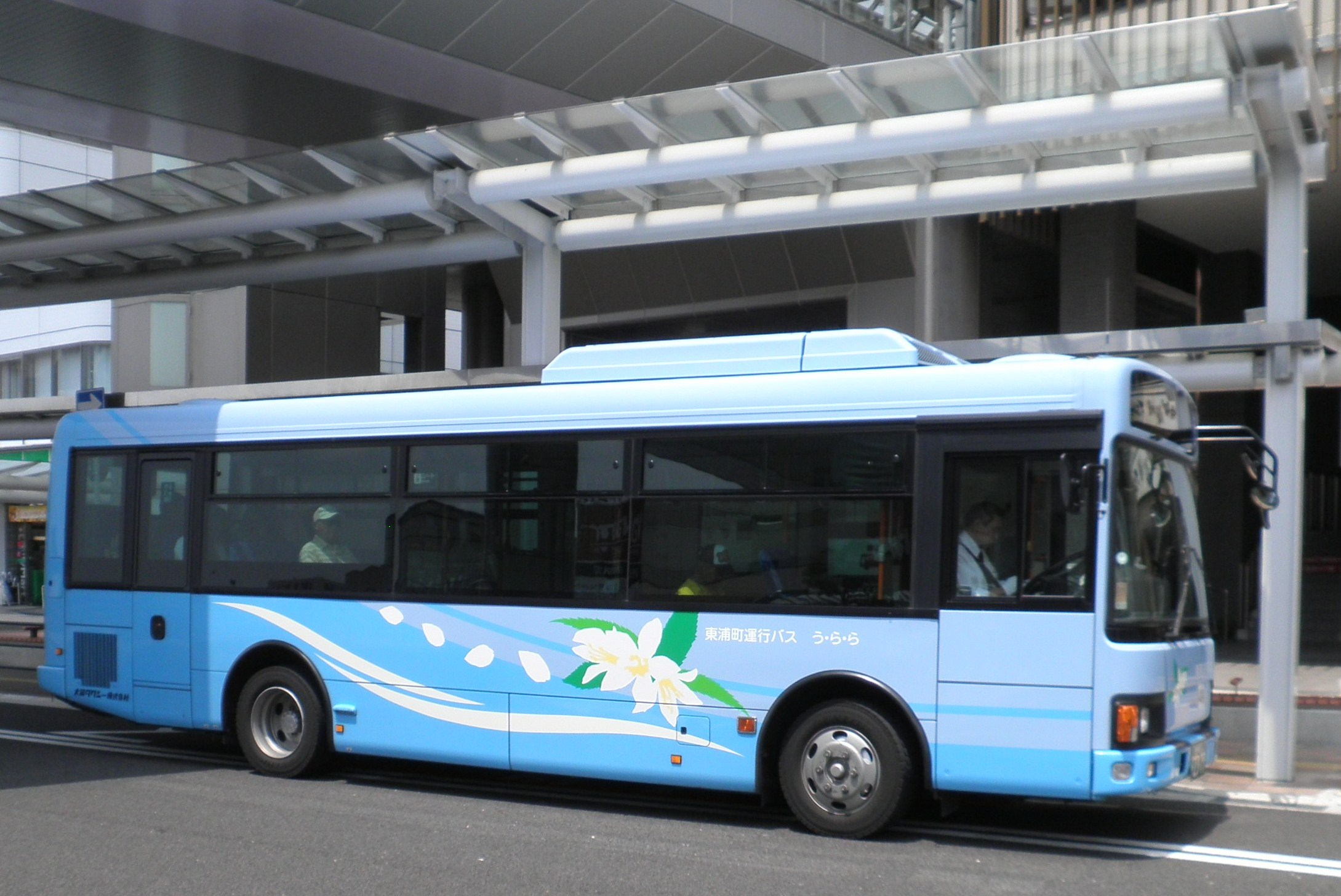
「刈谷駅」停留所に停車中のバス

東浦町運行バス「う・ら・ら」（ひがしうらちょううんこうバスうらら）は、愛知県知多郡東浦町が運行するコミュニティバスである。

## 概要
愛称は「う・ら・ら」。現在5路線が運行されており、知多乗合（知多バス）に運行が委託されている。12月31日と1月1日を除き、毎日運行されている。
運賃は1回100円（ただし6歳未満の未就学児と身体障害者、療育手帳所持者、精神障害者などは無料）。定期乗車券と回数券も販売されている。2024年10月1日より、manaca、TOICAなどの交通系ICカードでの乗車の運用が開始された。

## 沿革
- 2001年（平成13年）10月1日 - 運行開始（1路線のみ）。
- 2002年（平成14年）
  - 5月1日 - ダイヤ改正（ルート変更など）。
  - 10月1日 - 2号運行開始。
- 2007年（平成19年）6月1日 - ダイヤ改正（時刻変更）。
- 2008年（平成20年）10月1日 - 4系統6路線に追加改変ダイヤ改正（ルート変更など）。
- 2012年（平成24年）10月1日 - 4系統5路線に改変ダイヤ改正（ルート変更など）。
- 2019年（令和元年）10月1日 - 7系統6路線に改変ダイヤ改正（ルート変更など）、運行委託先を大興タクシーから知多乗合（知多バス）に変更[1]。
- 2024年（令和6年）10月1日 - 5路線に改変ダイヤ改正（ルート変更など）、巽ヶ丘駅乗り入れ、manaca使用開始。

## 路線一覧
2024年10月1日現在の系統は以下の通り。

### C 長寿線
- 緒川駅東口 - 緒川コミュニティセンター - 尾張森岡駅西 - 森岡自然公園 - げんきの郷（げんきの郷休業日は通過） - あいち健康プラザ - 長寿医療センター

### K 刈谷線
- 緒川駅東口 - イオン東浦 - 刈谷豊田総合病院 - 刈谷駅南口
  - 刈谷豊田総合病院停留所は、緒川駅方面は、乗車のみ、刈谷駅方面は、降車のみでの運用となっている。

### F 藤江線
- 緒川駅東口 - イオンモール東浦 - 東浦町役場 - アイプラザ - 石浜南 - 東浦駅 - 平池台 - マルス東ヶ丘店(北) - 巽ヶ丘駅

### S 新田線
- 緒川駅東口 - イオンモール東浦 - 東浦町役場 - 相生の丘 - 東浦知多インター東 - 知北平和公園 - 巽ヶ丘ハイツ - 高根台 - マルス東ヶ丘店(西) - 巽ヶ丘駅

### H 高校線
- 緒川駅東口 - イオンモール東浦 - 東浦町役場 - 文化センター - 石浜コミニティーセンター - アイプラザ- 体育館東 - 東浦駅 → 東浦高校下 → ふじが丘 → 東浦駅
- 東浦駅方面からは、高校線緒川駅に向かうケースと藤江線巽ヶ丘駅方面発着するケースがある。

※ 東浦駅 → 東浦高校下 → ふじが丘 → 東浦駅間は片道運行、その他は往復運行。
下記の内容は、2024年9月30日までの運行形態である。10月1日以降の運行形態は、9月30日までの内容の下に掲載。

### L・循環線（左回り）
緒川駅東口 → イオンモール東浦 → 東浦町役場 → 相生の松 → 東浦知多インター西 → 東ヶ丘集会所 → マルス東ヶ丘店 → 上高根台東 → 平池台 → 東浦駅 → 体育館東 → 県営東浦住宅 → 於大公園南 → 東浦町役場 → イオンモール東浦 → 緒川駅東口

### R・循環線（右回り）
緒川駅東口 → イオンモール東浦 → 東浦町役場 → 於大公園南 → 県営東浦住宅 → 体育館東 → 東浦駅 → 平池台 → 上高根台東 → 東ヶ丘集会所 → マルス東ヶ丘店 → 東浦知多インター西 → 相生の松 → 東浦町役場 → イオンモール東浦 → 緒川駅東口

### 1・長寿線
緒川駅東口 - 緒川コミュニティセンター - 森岡 - 森岡自然公園 - げんきの郷（げんきの郷休業日は通過） - あいち健康プラザ - 長寿医療センター

### 2・刈谷線
緒川駅東口 - イオン東浦 - 刈谷豊田総合病院 - 刈谷駅南口
※ 知多乗合（知多バス）の刈谷・石浜住宅線を引き継いだ路線で、境川を越えて刈谷市域まで乗り入れている。刈谷豊田総合病院では東浦方面行きは乗車のみ、刈谷駅南口行きは降車のみ可能。

### 3・東浦高校線（於大公園南経由）
緒川駅東口 - イオンモール東浦 - 東浦町役場 - 於大公園南 - 県営東浦住宅 - 体育館東 - 東浦駅 → ふじが丘 → 東浦駅 - 体育館東 - 県営東浦住宅 -  於大公園南 - 東浦町役場 - イオンモール東浦 - 緒川駅東口
※ 東浦駅 → ふじが丘 → 東浦駅間は片道運行、その他は往復運行。

### 4・東浦高校線（文化センター経由）
緒川駅東口 - イオンモール東浦 - 東浦町役場 - 文化センター - 県営東浦住宅 - 南ヶ丘 - 生路コミュニティセンター - 東浦駅 → ふじが丘 → 東浦駅 - 生路コミュニティセンター - 南ヶ丘 - 県営東浦住宅 - 文化センター - 東浦町役場 - イオンモール東浦 - 緒川駅東口
※ 東浦駅 → ふじが丘 → 東浦駅間は片道運行、その他は往復運行。

### 5・長寿医療研究センター直行便
上高根台東 → 東ヶ丘集会所 → マルス東ヶ丘店 → 東浦知多インター西 → 東浦葵ノ荘 → 相生の松 → 長寿医療研究センター
※ 平日のみ運行。